# السوايخ (سيدي لحسن)
السوايخ هي إحدى مشيخات المملكة المغربية، تتبع جغرافيا لإقليم تاوريرت وإداريًا لسيدي لحسن. يقدر عدد سكانها بـ 2359 نسمة حسب الإحصاء الرسمي للسكان والسكنى لسنة 2004.